# ستيف مكروري
ستيف مكروري (بالإنجليزية: Steve McCrory)‏ (13 أبريل 1964 – 1 أغسطس 2000) هو ملاكم أمريكي راحل، مثّل بلاده في الألعاب الأولمبية الصيفية 1984 وحقق الميدالية الذهبية في فئة الوزن الذبابة.

## روابط خارجية
ستيف مكروري على موقع بوكس ريك (الإنجليزية) (registration required)
- ستيف مكروري على موقع اللجنة الأولمبية الدولية (الإنجليزية)
- ستيف مكروري على موقع أوليمبيديا (الإنجليزية)